# KJS
KJS (KDE's JavaScript) es el intérprete de JavaScript del proyecto KDE. El desarrollo lo comenzó Harri Porten en el año 2000 para el navegador web Konqueror.

## Características
La versión 3 implementa el estándar ECMAScript ECMA-262, prácticamente equivalente a JavaScript 1.5.
KJS está desarrollado en lenguaje de programación C++, lo que lo vuelve portable; sus dependencias son bibliotecas estandarizadas en lenguaje de programación C y C++ y, opcionalmente, la biblioteca PCRE (Perl-Compatible Regular Expressions) para poder utilizar expresiones regulares.

## Derivados
El 13 de junio de 2002, Maciej Stachowiak anunció en la lista de correo de desarrolladores de KDE que Apple Computer había lanzado JavaScriptCore, un framework de JavaScript para Mac OS X basado en KJS.